# Andy González (Musiker)
Andrew „Andy“ González (* 1. Januar 1951 in New York City; † 9. April 2020 ebenda) war ein US-amerikanischer Bassist des Latin Jazz, der zumeist als Andy Gonzalez auftrat. Sein Album Entre colegas wurde 2017 für den Grammy Award for Best Latin Jazz Album nominiert.

## Leben und Wirken
Andy González wuchs als Sohn puerto-ricanischer Einwanderer in der Bronx auf und lernte zunächst Violine. In der Schule wechselte er zum Kontrabass und spielte zunächst im Latin Jazz Quintet, das er 1964 mit seinem Bruder Jerry Gonzalez gründete. Er wurde dann Mitglied der Band von Mongo Santamaría, um dann in den Orchestern von Ray Barretto und von Eddie Palmieri zu spielen. Dann war er als musikalischer Leiter des Salsa-Ensembles von Manny Oquendo tätig, bevor er in der Grupo Folklorico Y Experimental, versuchte Jazz und lateinamerikanische Musik anders zu fusionieren. Mit seinem Bruder Jerry, Larry Willis und Steve Berrios gründete er 1979 die Fort Apache Band, in der er mehr als zwanzig Jahre erfolgreich tätig war. Auch spielte er mit Dizzy Gillespie (Portrait of Jenny, 1970), mit Astor Piazzolla, in verschiedenen Bandprojekten von Kip Hanrahan, mit Conrad Herwig (The Latin Side of Miles Davis), mit Yerba Buena, mit Manny Oquendo und mit Arturo O’Farrill. 2008 gab er Meisterklassen an der Codarts.

## Diskographische Hinweise
- Fort Apache Band: The River Is Deep (Enja, 1982)
- Fort Apache Band: Obatalá (Enja, 1988)
- Fort Apache Band: Fire Dance (Concord, 1996)
- Arturo O’Farrill: Live in Brooklyn
- Kip Hanrahan: Exotica (American Clave, 1992, mit Don Pullen, Leo Nocentelli, Jack Bruce, Robbie Ameen, Milton Cardona, David Sánchez)
- Entre colegas (Truth Revolution, 2016, mit Luques Curtis, Zaccai Curtis, Nelson González, David Oquendo, Camilo Molina-Gaetan, Carlos Adabie, Nicky Marrero, Ricky Salas, Charlie Santiago, Vincent George, Ben Lapidus, Manuel Alejandro Carro, Roland Guerrero, Orlando „El Mostro De Camao“ Santiago)

## Lexikalischer Eintrag
- Richard Cook, Brian Morton: The Penguin Guide of Jazz on CD. 6. Auflage. Penguin, London 2002, ISBN 0-14-051521-6.